# Rijksstad Buchau
De Rijksstad Buchau was een tot de Zwabische Kreits behorende rijksstad binnen het Heilige Roomse Rijk.
De stad ontstond in de tiende eeuw bij het hoogadelijke vrouwenklooster Buchau. Aan het eind van de dertiende eeuw kan de stad zich onafhankelijk maken van de abdis. In 1320 wordt de stad vermeld als rijksstad. De stad blijft de armste en onaanzienlijkste onder de Boven-Zwabische rijkssteden.
In de Reichsdeputationshauptschluss van 25 februari 1803 wordt in paragraaf 13 de overdracht aan de vorst van Thurn und Taxis geregeld. Samen met andere gebieden vormt dit een schadeloosstelling voor het verlies van de postrechten. Het gebied wordt verheven tot rijksvorstendom Taxis-Buchau en is verbonden met een zetel in de rijksvorstenraad (nummer 113) van de rijksdag.
In de Rijnbondakte van 12 juli 1806 worden in artikel 24 de bezittingen van de vorst van Thurn und Taxis onder de soevereiniteit van de koninkrijken Beieren en Württemberg gesteld, de mediatisering. De voormalige rijksstad Buchau komt daarbij aan Württemberg.